# Entradas
Entradas is een plaats (freguesia) in de Portugese gemeente Castro Verde en telt 774 inwoners (2001).